# Kupiatycze
Kupiatycze – wieś w Polsce położona w województwie podkarpackim, w powiecie przemyskim, w gminie Fredropol.
W latach 1975–1998 miejscowość administracyjnie należała do województwa przemyskiego.
W 1930 zbudowano murowaną cerkiew greckokatolicką pod wezwaniem św. Dymitra. Została zniszczona po wojnie,jedynie zachowała się drewniana dzwonnica z XIX w. Na terenie podworskim znajdują się resztki parku z alejami grabowymi.
Wieś Kupiatycze, w której osiedlili się górale podhalańscy z wiosek : Maruszyny Bańskiej i Skrzypnego, położona jest w dolinie między dwoma łagodnie opadającymi wzgórzami o wysokości ok. 120 m n.p.m. Doliną płynie strumyk Glinnik.

## Demografia
- 1785 – 125 grekokatolików, 9 rzymskich katolików, 10 żydów
- 1840 – 178 grekokatolików
- 1859 – 196 grekokatolików
- 1879 – 160 grekokatolików
- 1899 – 180 grekokatolików
- 1926 – 290 grekokatolików
- 1938 – 283 grekokatolików